# Mennonitenkirche Danzig

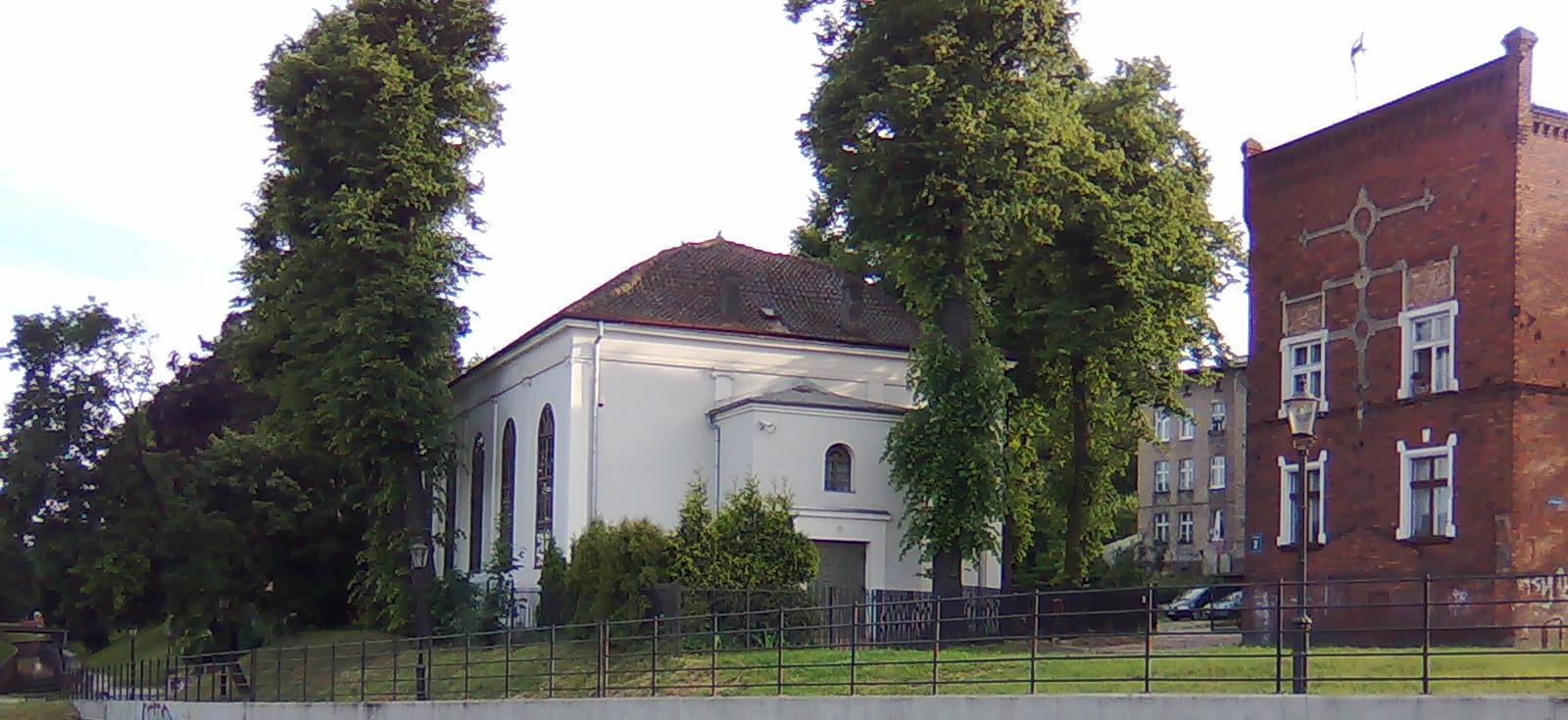
Die Danziger Mennonitenkirche wird heute von einer Pfingstgemeinde genutzt

Die Mennonitenkirche (polnisch Zbór Kościoła Zielonoświątkowego) in Danzig stammt aus dem Jahr 1819. Sie wurde wie andere mennonitische Kirchen als schlichte Predigtkirche konzipiert. Ein Altar oder größere bildliche Ausschmückungen sind nicht vorhanden.
Im direkten Umfeld der Kirche befanden sich auch ein mennonitisches Armenhaus, ein Friedhof und ein Hospital. Im Jahr 1884 kam ein Pastorat hinzu. Nach der Vertreibung wurde die Kirche 1953 Versammlungsstätte einer polnischen Pfingstgemeinde.

## Geschichte
Die ersten Täufer kamen wahrscheinlich schon um 1530 aus den Niederlanden in die Hansestadt. Schon vor der Reformation hatte es intensive Handelskontakte zwischen den Niederlanden und Danzig gegeben. Die starken Bindungen zwischen Mennoniten in der Hansestadt und besonders in Amsterdam blieben auch noch bis weit ins 18. Jahrhundert bestehen. Unter den ersten Predigern der Gemeinde befand sich der aus Leeuwarden stammende Theologe und Mitbegründer der Mennoniten Dirk Philips. Erst um 1750 wurde das Hochdeutsche als Predigtsprache eingeführt.
Eine Duldung war jedoch nur in den Vorstädten Danzigs möglich, die unter der Herrschaft des Bischofs von Culm standen.
Wie in anderen Orten bildete sich auch in Danzig eine flämische (um 1569) und eine kleinere friesische Gemeinde (um 1600). Die friesische Gemeinde baute im Jahr 1638 die erste Kirche. Die flämische Gemeinde folgte zehn Jahre später. Beide Kirchen befanden sich noch außerhalb der Stadtmauern, die friesische vor dem Neugarter Tor. Die flämische Gemeinde umfasste zu Beginn auch mennonitische Siedler im Danziger Werder, die erst ab 1791 eine eigene Gemeinde bildeten.
Im Jahr 1800 wurde den Danziger Mennoniten erstmals die Bürgerrechte zuerkannt. Nach dem Abbruch der Kirche der friesischen Gemeinde unter Napoleonischer Belagerung 1806 kam es 1808 zur Vereinigung beider mennonitischer Gemeinden. 1813 wurde die verbliebene Kirche bei einer russischen Belagerung in Brand geschossen. Von 1817 bis 1819 wurde schließlich die heute noch bestehende Kirche an der Mennonitenstraße errichtet und 1819 eingeweiht. Im Garten neben der Kirche wurde von 1883 bis 1884 ein Predigerwohnhaus errichtet, das 1884 bezogen wurde.
Die Gemeinde war mit 1020 getauften Gliedern (1940) eine der größten im ostdeutschen Raum. Nach dem Zweiten Weltkrieg wurden Teile der Bibliothek geplündert, andere Teile wurden mit Hilfe amerikanischer Mennoniten nach Nordamerika überführt. Die frühen Kirchenbücher der Danziger Gemeinde befinden sich inzwischen in der Mennonitischen Forschungsstelle auf dem Weierhof in der Pfalz. Nach der Vertreibung emigrierten viele Danziger Mennoniten nach Kanada.